# Taijo Teniste
Taijo Teniste (ur. 31 stycznia 1988 w Tartu) – estoński piłkarz grający na pozycji pomocnika, zawodnik estońskiego klubu Tartu JK Tammeka. W reprezentacji Estonii zadebiutował w 2007 roku.

## Sukcesy

### Klubowe
Tallinna FCI Levadia
- Mistrz Estonii: 2006, 2007, 2008, 2009
- Zdobywca Pucharu Estonii: 2006–07, 2009–10
- Zdobywca Superpucharu Estonii: 2010